# Mars 1914

## Événements
- 7 mars : Guillaume de Wied, prince d'Albanie, débarque à Durrës pour prendre possession de sa principauté.

- 9 mars : manifestations en Ukraine à l’occasion du centenaire de la naissance du poète Tarass Chevtchenko.

- 12 mars : première exposition de Brancusi à New York.

- 14 mars : inauguration du Musée royal de l'Ontario.

- 16 mars : à Paris, Henriette Caillaux assassine Gaston Calmette, le directeur du Figaro, de 4 balles de revolver. Gaston Calmette avait mené une campagne de diffamation contre son mari, le ministre des finances Joseph Caillaux, qui quitte immédiatement ses fonctions. Gaston Calmette décède dans la nuit du 16 au 17 mars.

- 18 mars : en Irlande, les unionistes dirigés par Edward Carson refusent le sursis de six ans proposé à l’Ulster pour l’application du Home Rule.

- 29 mars : réforme de la contribution foncière qui cesse d'être un impôt de répartition et dont l'assiette reposera désormais sur un taux, un tarif et des évaluations révisés tous les 20 ans.  L'impôt foncier des propriétés bâties et des propriétés non bâties et l'impôt sur le revenu des valeurs mobilières sont incorporées dans le nouveau système.

## Naissances
- 2 mars :
  - Louis Chaillot, coureur cycliste français († 30 janvier 1998).
  - James Robert Knox, cardinal australien de la curie romaine († 26 juin 1983).
- 3 mars : Asger Jorn, peintre danois († 1er mai 1973).
- 6 mars : Marguerite Bervoets, femme de lettres et résistante belge († 7 août 1944).
- 7 mars : Doreen Blumhardt, potière, céramiste et enseignante néo-zélandaise († 17 octobre 2009).
- 10 mars, Pierre Collet, acteur de cinéma français († 30 octobre 1977).
- 15 mars : 
  - Aniello Dellacroce, gangster italo-américain, Sottocapo de la famille Gambino de 1957 à 1985 († 2 décembre 1985).
  - Gil Elvgren, dessinateur américain († 29 février 1980).
  - Lawrence Pennell, politicien († 9 août 2008).
- 26 mars :
  - Morenito de Valencia (Aurelio Puchol Aldas), matador espagnol († 11 octobre 1953).
  - William Westmoreland, général américain († 18 juillet 2005).

## Décès
- 7 mars : George William Ross, premier ministre de l'Ontario.
- 15 mars : Albert Charles Lewis Günther herpétologiste et ichtyologiste britannique d'origine allemande (° 1830).
- 16 mars : John Murray, océanographe.
- 25 mars : Frédéric Mistral, poète français (° 1830).
- 28 mars : Carlos María Herrera, peintre uruguayen  (° 18 décembre 1875).